# هاري ك. فوستر
هاري ك. فوستر (بالإنجليزية: Harry C. Foster) هو مهندس ومهندس مدني وسياسي أمريكي، ولد في 27 أغسطس 1871، وتوفي في 5 مارس 1917. حزبياً، نشط في الحزب الجمهوري. وقد انتخب عضو مجلس نواب ماساتشوستس.